# الأنسولين ليسبرو
الأنسولين ليسبرو (بالإنجليزية: Insulin lispro)‏ (يُسوق بواسطة شركة إيلي ليلي وشركاءه على شكل "هومالوغ") هو مشابه للأنسولين سريع التأثير. لقد تم تطويره بالبداية للاستخدام في الولايات المتحدة في 1996، وتم صنعه ليكون المشابه الأول للأنسولين الذي يدخل السوق.
تم تصميمه من خلال تقنية الدنا المأشوب، وتم قلب ثمالتي الليزين والبرولين على نهاية السلسلة C ونهاية السلسلة B. إن هذا التعديل لا يغير من ربط المستقبل، ولكن يحجب تشكل ثنائيات ومسدوسات الأنسولين. سمح هذا لكميات أكبر من الأنسولين أحادي البلمرة الفعال بأن يكون متوفراً بشكل مباشر من أجل الحقن بعد الطعام.

## المعلومات السريرية
الصنف بالنسبة للحوامل C

## طرق الإعطاء
تحت الجلد

## المعلومات الكيميائية

### الصيغة
C257H389N65O77S6

### الكتلة المولية
5813.63 غ/مول
يمتلك الأنسولين ليسبرو فائدة رئيسية واحدة علاوة على الأنسولين العادي وذلك من أجل ضبط الغلوكوز بعد الطعام. يمتلك تأخيراً قصيراً لبدئه، وهذا ما يسمح بأن يكون أكثر مرونة بقليل من الأنسولين العادي، والذي يتطلب فترة انتظار أطول قبل بدء الوجبة بعد الحقن. يجب اقتران كلاً من المستحضرين مع أنسولين طويل التأثير وذلك لضبط جيد لنسبة السكر في الدم.